# 옹진 정씨
옹진 정씨(甕津鄭氏)는 황해남도 옹진군을 본관으로 하는 한국의 성씨이다. 시조는 정대신(鄭大臣)이다.

## 참고 자료
- “옹진정씨(甕津鄭氏)”. 뿌리를 찾아서.[깨진 링크(과거 내용 찾기)]